# Wilhelmina Sablairolles
Wilhelmina Gerretje Sablairolles, född 1818, död 1891, var en nederländsk skådespelare. 
Hon var dotter till skådespelaren Jacob Hendrik Sablairolles (1793-1833) och Johanna Scholten (1793-1842), och syster till skådespelarna Sophie Sablairolles, Suzanna Sablairolles och Henriëtte Sablairolles. Hon gifte sig 1845 med målaren Jean Cretien Valois, och blev mor till skådespelarna Wilhelmina (Mina) (1847-1919), Jacqueline Henriette (Lina) (1850-1924) och Esther Johanna (Johanna) (född 1855). 
Hon var engagerad vid Willem Weddeloopers teatersällskap som barn, och vid Zuid-Hollandsche Tooneelisten 1833-1876, hos Le Gras, Van Zuylen och Haspels i Rotterdam och slutligen hos Kleine Comedie i Rotterdam till 1884. 
Hon spelade först barnroller, sedan byxroller och gick vidare till ingenueroller. Hennes make blev direktör för teatern 1854 och hon fick därefter ofta spela huvudroller. Hon kallades för "Haags fru Kleine", med referens till Maria Kleine-Gartman, som då ansågs vara Nederländernas främsta skådespelerska. Hennes döttrar samt hennes två systrar, två svågrar och en kusin blev alla anställda vid teatern.  